# Ocyptamus shropshirei
Ocyptamus shropshirei är en tvåvingeart som först beskrevs av Charles Howard Curran 1930. Ocyptamus shropshirei ingår i släktet Ocyptamus och familjen blomflugor.
Artens utbredningsområde är Panama. Inga underarter finns listade i Catalogue of Life.